# Sport a San Benedetto del Tronto

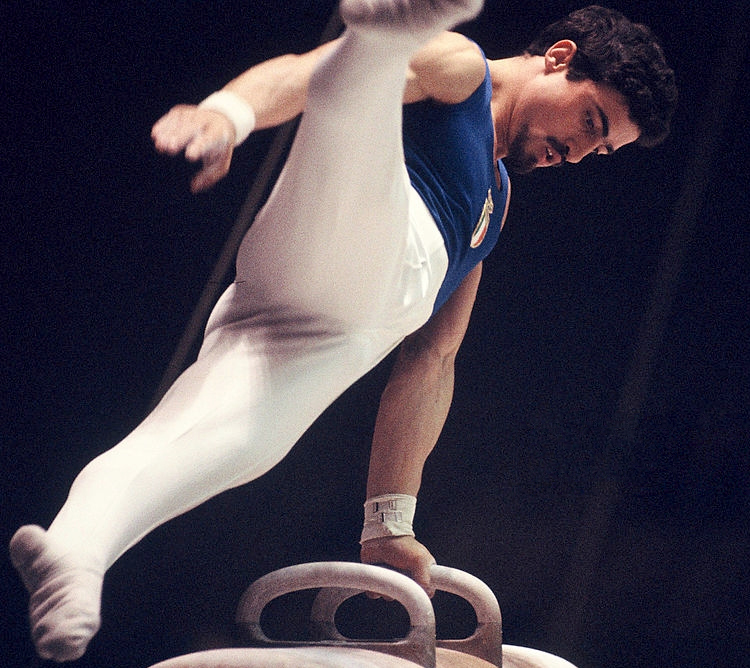
Giovanni Carminucci nel 1964

Di seguito è riportata la lista dei principali impianti presenti nel territorio comunale.
In questa voce sono raccolte informazioni sui maggiori protagonisti dello sport a San Benedetto del Tronto. La città è rappresentata in molte discipline sportive, vantando molti tesserati e circa novanta associazioni sportive e oltre venticinque impianti (palestre, campi di gioco e allenamento, centri sportivi polivalenti) dislocati nel territorio comunale.
La città di San Benedetto del Tronto ha raggiunto buoni livelli in numerosi sport di squadra e la Sambenedettese Beach Soccer, la società più titolata della città con 10 trofei nazionali, si è laureata campione d'Italia 3 volte con la squadra maschile e 2 volte campione d'Italia con la squadra femminile.
I maggiori atleti di spicco che hanno intrapreso una carriera brillante diventando famosi, sono i ginnasti Giovanni Carminucci (tre volte olimpionico, tre volte campione europeo di specialità), Pasquale Carminucci (vincitore la medaglia di bronzo a squadre a Roma 1960), Jessica Hélène Mattoni e Valeria Schiavi, il tiratore a volo Massimo Fabbrizi (2 ori trap a Lonato 2005 e Belgrado 2011 e argento a Londra 2012), Pierluigi Camiscioni e Giambattista Croci ex rugbisti a 15, il nuotatore Stefano Di Cola, la multiplista e altista Enrica Cipolloni (vincitrice di un titolo italiano assoluto nel pentathlon), la pentatleta Fabiana Fares (oro a mondiali 1997 e europei 1998), i calciatori Luigi Traini, Rinaldo Olivieri, Domenico Rosati, Massimiliano Fanesi, Pasquale Minuti, Ottavio Palladini e Sebastiano Vecchiola i pattinatori Laura Lardani (39 titoli italiani, 14 titoli europei, 1 titolo mondiale, 2 World Inline Cup e 1 swiss in line cup) e Riccardo Bugari nella specialità di pattinaggio di velocità in linea, e i pugili Roberto Bassi (campione italiano supermedi 2015) e Luca Di Loreto (campione italiano supermedi 2024).

## Discipline sportive
Atletica leggera
Vi sono quattro società sportive: Asd F.C. Porto85 Polisportiva, Atletica Avis SBT, Collection Atletica Sambenedettese Asd e Maratoneti Riuniti Asd.
Arti marziali
A San Benedetto ci sono sette società: Asd Sambenedettese Karate, Hey Jo Shin Wado Karate Club Asd, Judo Kodokan, S22 Training Crew, Ser.Bar. Kung Fu Asd, Traditional Kung-Fu Association e World Sporting Academy.
Beach soccer
La società Sambenedettese Beach Soccer disputa la Serie A del campionato italiano.. Ha vinto lo scudetto nel 2014, 2017 e nel 2019, la Coppa Italia nel 2013 e nel 2017, la Supercoppa nel 2014, 2015 e nel 2017. 
La squadra femminile, nata nel 2019, ha disputato e vinto la Serie A del campionato italiano di beach soccer femminile dello stesso anno.Nel 2021, si è aggiudicata il secondo scudetto.
Bocce
Adiacente alla pista d'atletica vi è il bocciodromo comunale, gestito dalla Asd Bocciofila Sambenedettese che organizza numerose gare di campionato provinciale, regionale, nazionale.
Calcio

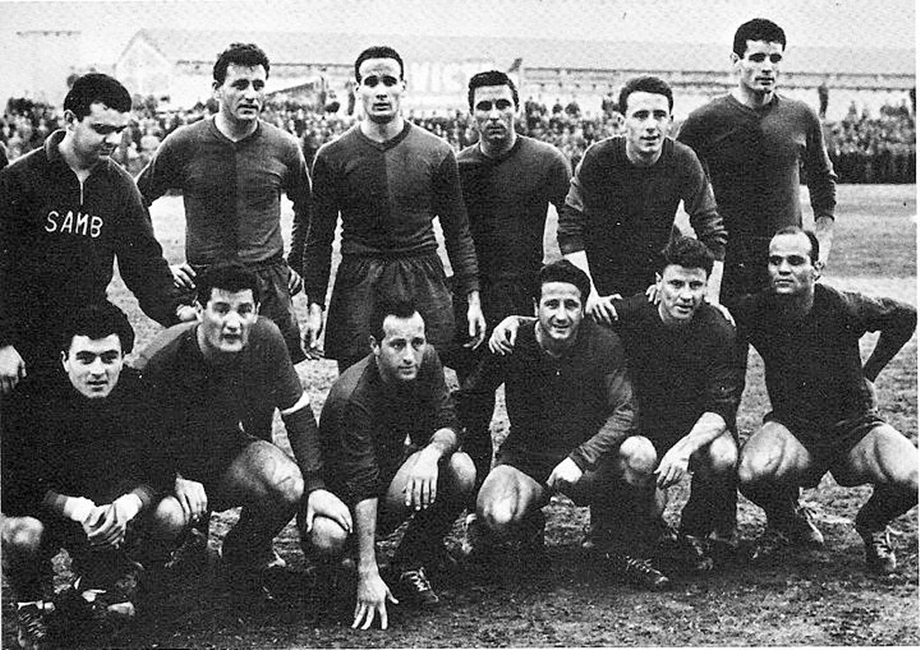
La della prima promozione in Serie B, stagione 1955-1956

Il più noto club calcistico cittadino è la Sambenedettese, fondata il 4 aprile 1923, vanta 21 partecipazioni al campionato di Serie B; ha trascorso buona parte della propria storia in Serie C e Serie C1,e nel suo palmarès figurano tre campionati di Serie C e una Coppa Italia Serie C, attualmente non disputa alcun campionato.Nella storia della centenaria Sambenedettese, diversi calciatori di livello nazionale e internazionle, hanno vestito la casacca rossoblù: Enrico Annoni, Adriano Bonaiuti, Mariano Bogliacino, Stefano Borgonovo, Rubén Botta, Luigi Cagni, Franco Causio, Francesco e Antonio Chimenti, Luca Cigarini, Franco Colomba, Andrea Consigli, Paolo Alberto Faccini, Fabrizio Ferron, Giuliano Fiorini, Francesco Guidolin, Julio César de León, Maxi López, Francesco Mancini, Antonio Sabato, Franco Selvaggi, Stefano Tacconi, Francesco Turrini, Stefano Visi e Walter Zenga per citarne alcuni.
La società U.S. Sambenedettese, è l'erede della tradizione sportiva della S.S.D. Porto d'Ascoli S.r.l. iniziata il 20 agosto 1963, milita nel campionato di Serie C. L'ASD Atletico Mariner che milita in Eccellenza, e l'Azzurra SBT che milita in Promozione.Altre società sono il Torrione Calcio 1919, l'Agraria Club e il Porto d’Ascoli City Football Club.

Giambattista Croci nel 1998

San Benedetto del Tronto è anche sede di una società di calcio femminile, la FC Sambenedettese Femminile.
Calcio a 5
Varie sono le società in attività nei campionati dilettantistici regionali: l' A.S. Sambenedettese Calcio a 5 (milita in serie C1), la Tecno Riviera delle Palme milita Serie C2.
Calcio da tavolo
Nel settembre 2015 San Benedetto ha ospitato, presso il Palaspeca, il Campionato del mondo Subbuteo, successivamente F.I.S.T.F., di calcio da tavolo.
Ciclismo
Il ciclismo è ampiamente praticato nel territorio comunale, ci sono due società ciclistiche la Bicigustando Asd e Pedale Rossoblu - Picenum Asd. La città offre un numero consistente di piste ciclabili, tra le quali la Pista ciclabile della Riviera delle Palme, dove svolgere attività sulle due ruote.San Benedetto del Tronto si fregia della Bandiera Gialla dei Comuni Ciclabili FIAB
Danza
Le società sportive cittadine sono: Grace Dance Studio Asd, Jeune Etoile Asd, La Danse, Libellula Asd, Luis Dance Asd e Progetto Danza.
Ginnastica artistica
Nel comune ha sede la società World Sporting Academy.
Ippica
Il Centro Ippico delle Palme è l'unica società presente nel comune.
Maratona
Ha luogo a San Benedetto la Maratonina dei Fiori, manifestazione podistica organizzata dall'Atletica Avis.
Motociclismo
Si svolgono ogni anno numerosi raduni di moto d’epoca e di ultima generazione. Nel comune sono presenti vari club di motociclisti e appassionati: Aquile Millenarie Guzzi Club Centro Italia, Motoclub Sambenedettese e Vespa Club Sambenedettese.
Nuoto
Le società sportive cittadine sono: Cavalluccio Marino, Delphinia Team Piceno, Pallanuoto Sambenedettese, Sport Up Sambenedettese Asd, Co.Ge.Se. Coop. Soc. Sportiva Dilettantistica a.r.l., GS Samb 87 e Pool Nuoto Sambenedettese Asd.
Pallacanestro
La Sambenedettese Basket, nata nel 1935, attualmente milita in Serie C regionale. Altre società presenti sono la Cestiste Sambenedettesi, il SambAcanestro e la San Benedetto City Basket.
Pallavolo
Partecipano ai campionati regionali il Riviera Samb Volley maschile e femminile, l'Athena Volley Sbt e la Polisportiva Gagliarda Società Cooperativa Sociale Sportiva Dilettantistica.
Pattinaggio
San Benedetto del Tronto vanta una lunga tradizione nelle discipline di pattinaggio. Quattro sono le società attive nel territorio: Diavoli Verde Rosa, Hockey Sambenedettese, Pattinatori Sambenedettesi e Skating In Line Riviera delle Palme.   Nel 2010 il comune ha ospitato i campionati europei di pattinaggio in linea e nel 2011 i campionati italiani.
Pesca sportiva
La Apsd San Benedetto Colmic svolge attività di pesca sportiva surfcasting, canna da riva, canna da natante, corsi di pesca sportiva per ragazzi.
Pugilato
L'Accademia Pugilistica 1923 e la Kaflot King Boxe svolgono attività pugilistica maschile e femminile.
Rugby
San Benedetto del Tronto vanta una lunga tradizione nel panorama della palla ovale, nel corso degli anni diverse sono state le società sportive rugbistiche. Pur non avendo mai disputato le massima serie, ha contribuito negli anni a fornire talenti nostrani, che hanno indossato anche la maglia della Nazionale Italiana, fra i quali Pierluigi Camiscioni e Giambattista Croci. La società di riferimento cittadino è l'Unione Rugby San Benedetto che milita in serie A.
Sport subacquei
Sono presenti in città quattro associazioni: Asd Centro Attività Subacquea "Profondo Blu", BiQu Asd, Centro Subacqueo Sambenedettese Mamasa Club e Chimaera Association.
Tennis

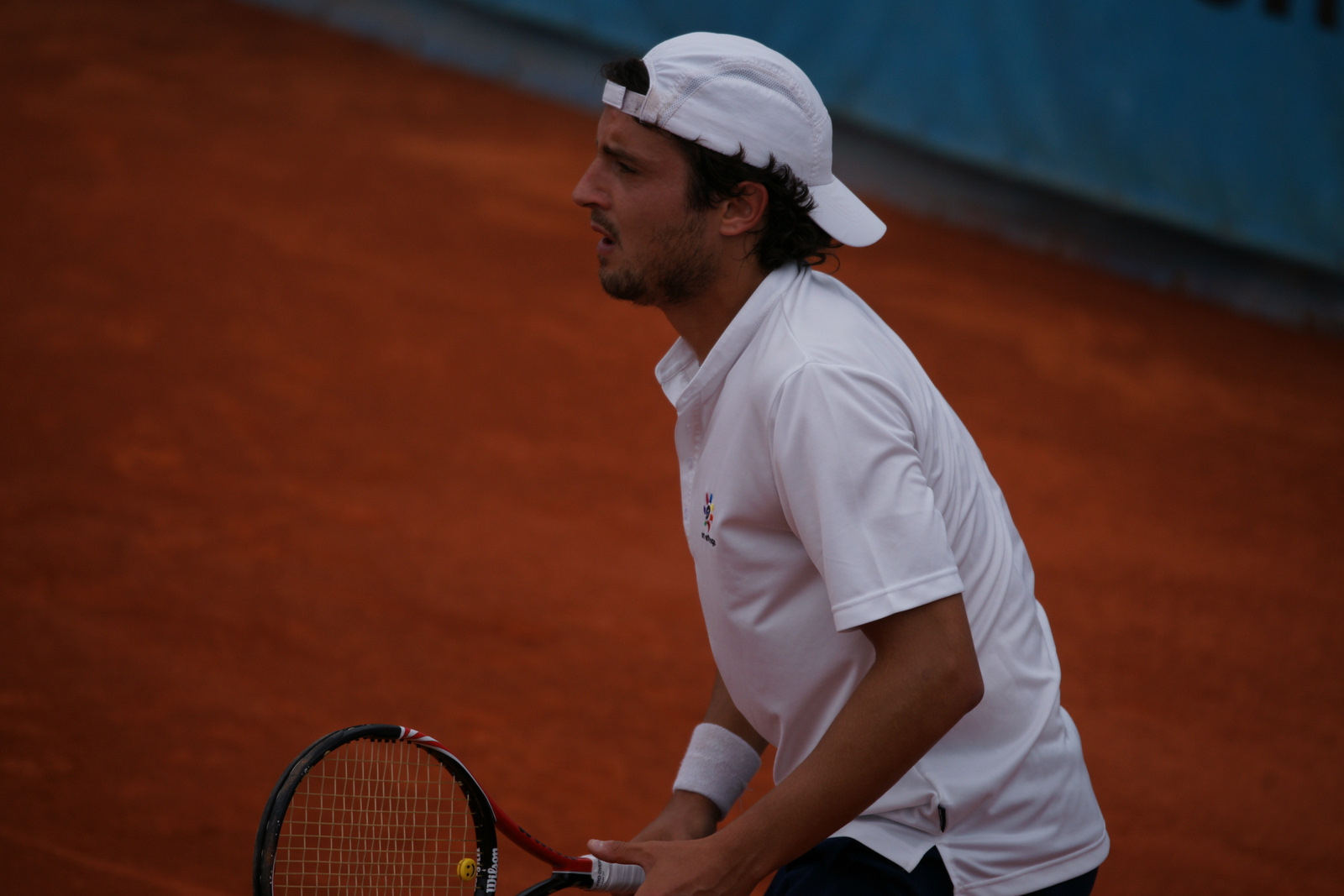
Daniele Giorgini nel 2011

Due sono le società attive l'Asd "Tonino Montanari" e Circolo Tennis "Giorgio Maggioni". Fra i tennisti di spicco figura Daniele Giorgini, la posizione più alta a livello individuale è stata la posizione n. 242, raggiunta il 2 agosto 2010. A livello di doppio ha raggiunto la posizione n. 143 il 22 novembre 2004. La San Benedetto Tennis Cup, in passato anche Carisap Tennis Cup e Banca dell'Adriatico Tennis Cup, è un torneo professionistico di tennis giocato sulla terra rossa. Fa parte dell'ATP Challenger Tour. Si gioca annualmente, dal 2001, nel mese di luglio presso il Circolo Tennis Maggioni. In precedenza vi era già stato un torneo challenger, il San Benedetto Challenger, le cui uniche edizioni furono disputate nel 1981 e 1982.Numerosi tennisti di fama nazionale ed internazionale, hanno disputato i vari tornei disputati in città, tra i quali spiccano Adriano Panatta, Paolo Bertolucci, Corrado Barazzutti, Ilie Năstase, Stan Wawrinka, Richard Gasquet, Fabio Fognini e Matteo Berrettini.
Tennistavolo
La princpale società cittadina è l'Asd TT S.Benedetto, che nel 2025/2026 disputerà il campionato di serie C2.
Triathlon
Si sono svolte nel comune diverse gare, fra cui i Campionati italiani di triathlon del 2020.Dal 2014 annualmente si svolge la competizione di Triathlon “Città di San Benedetto del Tronto”, nel tratto di mare antistante l'area portuale, la spiaggia e il lungomare cittadino.
Vela
Si svolge annualmente il trofeo Jack la Bolina della Lega Navale Italiana di San Benedetto del Tronto. Il trofeo è intitolato ad Augusto Vittorio Vecchi, nato a Marsiglia nel 1842, figlio di Candido Augusto Vecchi, patriota e garibaldino in esilio in Francia per motivi politici.
Nel 1997 l'imbarcazione San Benedetto Riviera delle Palme, si è aggiudicata il Giro d'Italia a vela con gli skipper Vasco Vascotto e Tommaso Chieffi. Le associazioni presenti sul territorio sono il Centro Velico Le Palme, il Circolo Nautico "Ragn'a Vela", il Circolo Nautico Sambenedettese e la Lega Navale Italiana sezione di San Benedetto del Tronto.

### Altre società sportive
Elenco delle società:
- Arcobaleno, Attività propedeutica: pallavolo, minibasket, ginnastica dolce per tutti e attività riabilitativa;
- CSI Centro Sportivo Italiano - Comitato Provinciale di Ascoli Piceno, svolge attività di laboratori di formazione per allenatori, dirigenti e animatori, campionati giovanili di calcio a 5 under 14 e allievi, campionato di calcio a 5 open maschile, gran premio provinciale di Tennistavolo;
- Punto Fitness Asd, pratica della disciplina del fitness;
- Asd Sentina Kite Beach, svolge la pratica sportiva del kitesurfing;
- CSI San Giacomo della Marca, si svolgono attività di minivolley, pallavolo maschile e femminile, calcio, attività ricreative e ludico-motorie;
- Riviera Sup Asd, si svolgono pratiche di windsurf, stand up paddle, wakeboard e altri sport acquatici;
- Sbt Sk8 Asd, svolge la pratica amatoriale dello skateboard.

## Eventi sportivi

### Atletica leggera
- Maratona Ascoli San Benedetto (gara di corsa su strada)[54]
- Maratona sulla Sabbia (gara di corsa sul bagnasciuga, distanze: Ultramaratona 50 Km - Maratona - Gran fondo 21 Km - 14 Km - 7 Km)[55][56]
- Mezza Maratona dei Fiori (mezza maratona)[57]
- Maratonina dei Magi (mezza maratona)[58]

### Beach soccer
Campionato italiano
- 2008, vinto da Catania Beach Soccer[59];
- 2013, vinto da Milano Beach Soccer[60];
- 2017, vinto da Sambenedettese Beach Soccer[61];
- 2024, vinto da Catania Beach Soccer[62].

Coppa Italia
- 2014, vinta da Beach Soccer Terracina[63];

Supercoppa italiana
- 2008, vinta da Cavalieri del Mare Beach Soccer[64];
- 2023, vinta da Beach Soccer Terracina[65];
- 2017, vinta da Sambenedettese Beach Soccer[66];
- 2023, vinta da Pisa Beach Soccer[67][68].

### Calcio

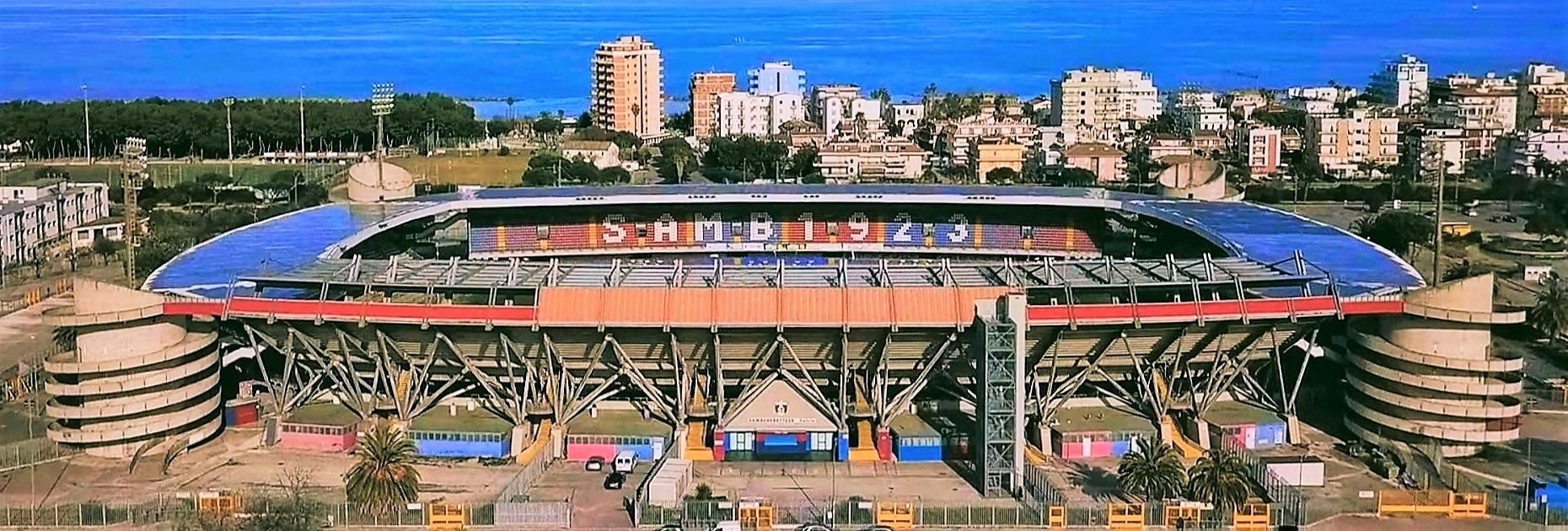
Stadio Riviera delle Palme

La Città di San Benedetto del Tronto ha più volte assolto la funzione di campo interno per le selezioni nazionali italiane di calcio femminile e maschile, sia in gare ufficiali che in amichevoli. Si sono svolte gare amichevoli internazionali fra club blasonati, tra i quali: Bayern Monaco, Celta Vigo, Espanyol, Juventus, Inter, Milan e Villarreal. Tutti gli incontri si sono disputati presso lo Stadio Riviera delle Palme. 

### Incontri di rilievo
Italia femminile
IL 30 aprile 1988 ha ospitato l'incontro di calcio femminile fra Italia e Ungheria (5-1) valevole per le Qualificazione europeo femminile 1989, gruppo 3, nel 2012 si è svolta la gara di Qualificazione europeo femminile 2013, gruppo 1 fra l'Italia e la Polonia (1-0).
Italia Under-21

23 marzo 1988, Ruggiero Rizzitelli realizza al 42' il gol del parziale 1-0 nella gara tra Italia e Francia (2-2)

Il 18 dicembre 1985 una rappresentativa nazionale ha fatto il suo esordio presso il Riviera delle Palme: l'Under-21 dell'Italia allenata da Azeglio Vicini, impegnata nelle Qualificazioni Europei '84-'86, affrontava la nazionale di pari categoria del Belgio, termina 3-0 per gli Azzurri (reti di Vialli, Francini e Baldieri).
Il 23 marzo 1988 lo stadio ospitò la gara di ritorno dei quarti di finale del Campionato europeo di calcio Under-21 1988 fra Italia allenata da Cesare Maldini e la Francia, terminata 2-2 (reti di Rizzitelli e Ciocci per gli Azzurrini e una doppietta di Paille per la Francia) decretò l'eliminazione della nazionale italiana.
Amichevoli internazionali
Nella seconda metà degli anni novanta si è disputato per due edizioni il "Trofeo Città di San Benedetto del Tronto", si sono affrontate la Juventus contro il Bayern Monaco l'11 agosto 1997 (1-0), e l'anno seguente ancora la Juventus, stavolta contro l'Espanyol (0-1).
Tornei giovanili
Nel febbraio 2012 la città ha ospitato alcune gare del Torneo di Viareggio 2012.

### Ciclismo
Giro d'Italia
Spesso il Giro d'Italia è passato per la città marchigiana, in due occasioni è stata arrivo di tappa e di partenza.
Gli arrivi di tappa del Giro a San Benedetto del Tronto sono stati i seguenti:
- 1953, 3ª tappa, Rimini-San Benedetto del Tronto, vinta da Albino Crespi;
- 1958, 12ª tappa, Scanno-San Benedetto del Tronto, vinta da Pierino Baffi;
- 1964, 11ª tappa, Rimini-San Benedetto del Tronto, vinta da Raffaele Marcoli.

Le partenze di tappa del giro di tappa da San Benedetto del Tronto sono stati i seguenti:
- 1953, 4ª tappa, San Benedetto del Tronto-Roccaraso, vinta da Fausto Coppi;
- 1958, 13ª tappa, San Benedetto del Tronto-Cattolica,  vinta da Guido Carlesi;
- 1964, 12ª tappa, San Benedetto del Tronto-Roccaraso, vinta da Walter Boucquet.

Tirreno-Adriatico

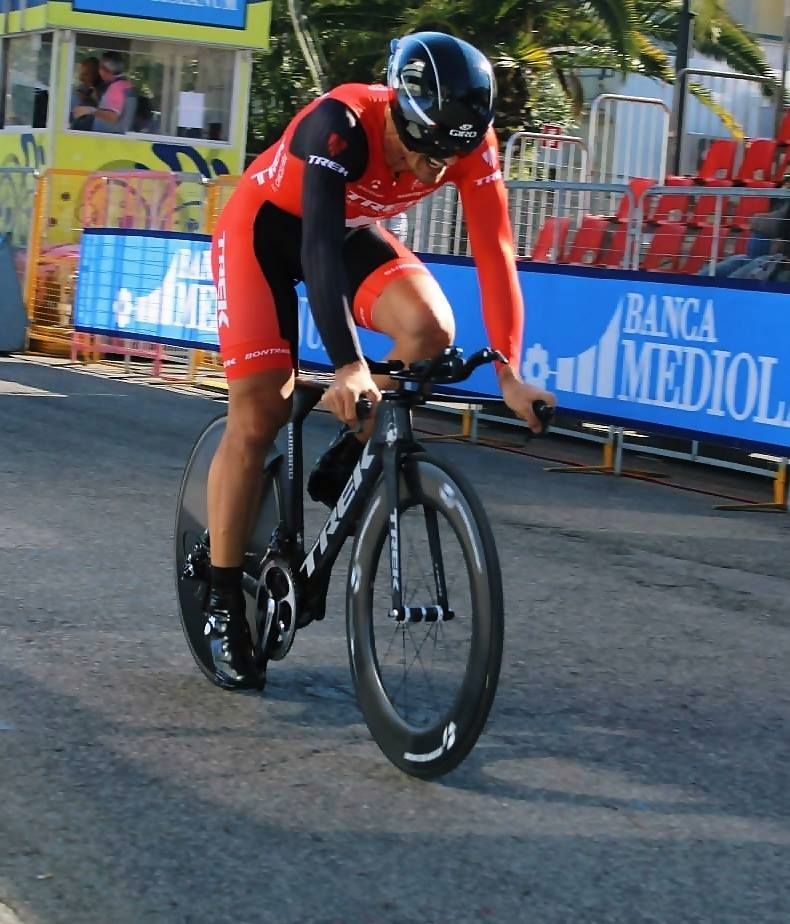
Fabian Cancellara vincitore della crono individuale a San Benedetto del Tronto della Tirreno-Adriatico 2015, detiene il record di vittorie di cronometro individuale, quattro, sul traguardo di San Benedetto del Tronto

Dal 1967 ospita la tappa finale, a cronometro o arrivo in volata, della corsa a tappe maschile di ciclismo su strada Tirreno-Adriatico. Il belga Roger De Vlaeminck con 6 vittorie, è il corridore con più successi sul traguardo di San Benedetto del Tronto.
| Edizione | Tappa | Percorso                                            | km    | Vincitore di tappa              |  |
| -------- | ----- | --------------------------------------------------- | ----- | ------------------------------- |  |
| 1966     | 2ª    | Foligno > San Benedetto del Tronto                  | 195   | Dino Zandegù                    |  |
| 1967     | 4ª    | Terni > San Benedetto del Tronto                    | 214,4 | Bruno Vittiglio                 |  |
| 1967     | 5ª    | San Benedetto del Tronto > San Benedetto del Tronto | 222   | Dino Zandegù                    |  |
| 1968     | 4ª    | Pescasseroli > San Benedetto del Tronto             | 226,4 | Franco Bitossi                  |  |
| 1968     | 4ª    | San Benedetto del Tronto > San Benedetto del Tronto | 217   | Giorgio Favaro                  |  |
| 1969     | 5ª-1  | San Benedetto del Tronto > San Benedetto del Tronto | 114   | Patrick Sercu                   |  |
| 1969     | 5ª-2  | San Benedetto del Tronto (cron. individuale)        | 18,3  | Vittorio Adorni                 |  |
| 1970     | 5ª-1  | San Benedetto del Tronto > San Benedetto del Tronto | 98    | Guerrino Tosello                |  |
| 1970     | 5ª-2  | San Benedetto del Tronto (cron. individuale)        | 18    | Felice Gimondi                  |  |
| 1971     | 5ª    | San Benedetto del Tronto > San Benedetto del Tronto | 210   | Giancarlo Polidori              |  |
| 1972     | 5ª-1  | San Benedetto del Tronto > San Benedetto del Tronto | 86    | Rik Van Linden                  |  |
| 1972     | 5ª-2  | San Benedetto del Tronto (cron. individuale)        | 18    | Roger De Vlaeminck              |  |
| 1973     | 5ª-1  | Civitanova Marche > San Benedetto del Tronto        | 107   | Roger De Vlaeminck              |  |
| 1973     | 5ª-2  | San Benedetto del Tronto (cron. individuale)        | 18    | Roger Swerts                    |  |
| 1974     | 5ª    | San Benedetto del Tronto (cron. individuale)        | 18    | Roger De Vlaeminck              |  |
| 1975     | 5ª    | San Benedetto del Tronto (cron. individuale)        | 18    | Roger De Vlaeminck Knut Knudsen |  |
| 1976     | 5ª-1  | San Benedetto del Tronto > San Benedetto del Tronto | 81    | Rik Van Linden                  |  |
| 1976     | 5ª-2  | San Benedetto del Tronto (cron. individuale)        | 18    | Roger De Vlaeminck              |  |
| 1977     | 5ª    | San Benedetto del Tronto (cron. individuale)        | 18    | Knut Knudsen                    |  |
| 1978     | 5ª-1  | Civitanova Marche > San Benedetto del Tronto        | 73    | Rik Van Linden                  |  |
| 1978     | 5ª-2  | San Benedetto del Tronto (cron. individuale)        | 18    | Knut Knudsen                    |  |
| 1979     | 5ª-1  | San Benedetto del Tronto > San Benedetto del Tronto | 81    | Roger De Vlaeminck              |  |
| 1979     | 5ª-2  | San Benedetto del Tronto (cron. individuale)        | 18    | Knut Knudsen                    |  |
| 1980     | 5ª    | San Benedetto del Tronto (cron. individuale)        | 18    | Gregor Braun                    |  |
| 1981     | 5ª    | San Benedetto del Tronto (cron. individuale)        | 18    | Roy Schuiten                    |  |
| 1982     | 4ª    | San Benedetto del Tronto (cron. individuale)        | 18    | Gerrie Knetemann                |  |
| 1982     | 5ª    | Grottammare > San Benedetto del Tronto              | 211   | Gerrie Knetemann                |  |
| 1983     | 5ª    | San Benedetto del Tronto (cron. individuale)        | 18    | Bert Oosterbosch                |  |
| 1984     | 5ª    | San Benedetto del Tronto (cron. individuale)        | 12,05 | Roberto Visentini               |  |
| 1985     | 6ª    | San Benedetto del Tronto > San Benedetto del Tronto | 197   | Eric Vanderaerden               |  |
| 1986     | 6ª    | San Benedetto del Tronto (cron. individuale)        | 18,3  | Francesco Moser                 |  |
| 1987     | 6ª    | San Benedetto del Tronto (cron. individuale)        | 14,65 | Rolf Sørensen                   |  |
| 1988     | 6ª-1  | Grottammare > San Benedetto del Tronto              | 82    | Adriano Baffi                   |  |
| 1988     | 6ª-2  | San Benedetto del Tronto (cron. individuale)        | 18,3  | Erich Mächler                   |  |
| 1989     | 7ª    | San Benedetto del Tronto (cron. individuale)        | 18,3  | Lech Piasecki                   |  |
| 1990     | 8ª    | San Benedetto del Tronto (cron. individuale)        | 18,3  | Erik Breukink                   |  |
| 1991     | 8ª    | San Benedetto del Tronto (cron. individuale)        | 18,3  | Erik Breukink                   |  |
| 1992     | 8ª    | San Benedetto del Tronto (cron. individuale)        | 18,3  | Erik Breukink                   |  |
| 1993     | 8ª    | San Benedetto del Tronto > San Benedetto del Tronto | 161   | Massimo Strazzer                |  |
| 1994     | 8ª    | San Benedetto del Tronto > San Benedetto del Tronto | 155   | Roberto Pagnin                  |  |
| 1995     | 8ª    | San Benedetto del Tronto > San Benedetto del Tronto | 162   | Ján Svorada                     |  |
| 1996     | 8ª    | Grottammare > San Benedetto del Tronto              | 159   | Ján Svorada                     |  |
| 1997     | 7ª    | Grottammare > San Benedetto del Tronto              | 159   | Mario Traversoni                |  |
| 1998     | 8ª    | Grottammare > San Benedetto del Tronto              | 166   | Erik Zabel                      |  |
| 1999     | 8ª    | San Benedetto del Tronto > San Benedetto del Tronto | 160   | Ján Svorada                     |  |
| 2000     | 8ª    | San Benedetto del Tronto > San Benedetto del Tronto | 166   | Romāns Vainšteins               |  |
| 2001     | 8ª    | San Benedetto del Tronto > San Benedetto del Tronto | 161   | Endrio Leoni                    |  |
| 2002     | 7ª    | San Benedetto del Tronto > San Benedetto del Tronto | 161   | Mario Cipollini                 |  |
| 2003     | 7ª    | San Benedetto del Tronto > San Benedetto del Tronto | 162   | Óscar Freire                    |  |
| 2004     | 7ª    | San Benedetto del Tronto > San Benedetto del Tronto | 164   | Alessandro Petacchi             |  |
| 2005     | 7ª    | San Benedetto del Tronto > San Benedetto del Tronto | 164   | Alessandro Petacchi             |  |
| 2006     | 7ª    | San Benedetto del Tronto > San Benedetto del Tronto | 166   | Alessandro Petacchi             |  |
| 2007     | 7ª    | San Benedetto del Tronto > San Benedetto del Tronto | 177   | Koldo Fernández                 |  |
| 2008     | 7ª    | San Benedetto del Tronto > San Benedetto del Tronto | 176   | Francesco Chicchi               |  |
| 2009     | 7ª    | San Benedetto del Tronto > San Benedetto del Tronto | 169   | Mark Cavendish                  |  |
| 2010     | 7ª    | Civitanova Marche > San Benedetto del Tronto        | 164   | Edvald Boasson Hagen            |  |
| 2011     | 7ª    | San Benedetto del Tronto (cron. individuale)        | 9,3   | Fabian Cancellara               |  |
| 2012     | 7ª    | San Benedetto del Tronto (cron. individuale)        | 9,3   | Fabian Cancellara               |  |
| 2013     | 7ª    | San Benedetto del Tronto (cron. individuale)        | 9,3   | Tony Martin                     |  |
| 2014     | 7ª    | San Benedetto del Tronto (cron. individuale)        | 9,2   | Adriano Malori                  |  |
| 2015     | 7ª    | San Benedetto del Tronto (cron. individuale)        | 10    | Fabian Cancellara               |  |
| 2016     | 7ª    | San Benedetto del Tronto (cron. individuale)        | 10,1  | Fabian Cancellara               |  |
| 2017     | 7ª    | San Benedetto del Tronto (cron. individuale)        | 10,05 | Rohan Dennis                    |  |
| 2018     | 7ª    | San Benedetto del Tronto (cron. individuale)        | 10,05 | Rohan Dennis                    |  |
| 2019     | 7ª    | San Benedetto del Tronto (cron. individuale)        | 10,05 | Victor Campenaerts              |  |
| 2020     | 7ª    | San Benedetto del Tronto (cron. individuale)        | 10,1  | Filippo Ganna                   |  |
| 2021     | 7ª    | San Benedetto del Tronto (cron. individuale)        | 10,1  | Wout Van Aert                   |  |
| 2022     | 7ª    | San Benedetto del Tronto > San Benedetto del Tronto | 159   | Phil Bauhaus                    |  |
| 2023     | 7ª    | San Benedetto del Tronto > San Benedetto del Tronto | 154   | Jasper Philipsen                |  |
| 2024     | 7ª    | San Benedetto del Tronto > San Benedetto del Tronto | 154   | Jonathan Milan                  |  |
| 2025     | 7ª    | Porto Potenza Picena > San Benedetto del Tronto     | 147   | Jonathan Milan                  |  |

Gran Fondo San Benedetto del Tronto
- Annualmente a maggio si svolge la manifestazione sportiva di ciclismo su strada Gran Fondo San Benedetto del Tronto. San Benedetto del Tronto è la sede di partenza e d'arrivo, posta, dal 2009, su Viale Bruno Buozzi.[76]

### Rugby
In due occasioni San Benedetto del Tronto presso lo Stadio Riviera delle Palme ha ospitato la Nazionale italiana di rugby entrambi test match di preparazione alla Coppa del Mondo di rugby. Il 17 agosto 2019 l'Italrugby ebbe la meglio sulla Russia per 85-15 mentre il 19 agosto 2023 a sfidare gli Azzurri ci fu la Romania, battuta 57-7.
Nazionale giovanile
Il 15 giugno 2024, presso il Campo di rugby "Nelson Mandela", si è svolto il test match tra la Nazionale Italiana Under-20 con i pari età della Spagna, in preparazione al Campionato World Rugby Under-20 2024.

### Tennis
In passato la città marchigiana ha ospitato presso il Circolo Tennis Maggioni, l'incontro di quarti di finale di Coppa Davis del 1972. Si svolge annualmente nella città la San Benedetto Tennis Cup della categoria ATP Challenger Tour.
Coppa Devis
- 1972, Quarti di finale, Italia-Paesi Bassi 4-1.

San Benedetto Challenger
- 1981[83]
  - Vincitori:
    - Singolare: Adriano Panatta;
    - Doppio: Paolo Bertolucci-Adriano Panatta;
- 1982[84]
  - Vincitori:
    - Singolare: Željko Franulović;
    - Doppio: Ilie Năstase-Florin Segărceanu.

Carisap Tennis Cup
- 2001[85]
  - Vincitori: 
    - Singolare: Marzio Martelli;
    - Doppio: Leonardo Azzaro-Stefano Galvani;
- 2003[86]
  - Vincitori: 
    - Singolare: Stan Wawrinka;
    - Doppio: Todd Perry-Thomas Shimada;
- 2004[87]
  - Vincitori:
    - Singolare: Daniele Bracciali;
    - Doppio: Daniele Bracciali-Giorgio Galimberti;
- 2005[88]
  - Vincitori:
    - Singolare Daniele Giorgini;
- 2008[89]
  - Vincitori:
    - Singolare: Máximo González;
    - Doppio: Paolo Lorenzi-Júlio Silva
- 2009[90]
  - Vincitori: 
    - Singolare: Fabio Fognini;
    - Doppio:  Stefano Ianni-Cristian Villagrán
- 2010,[91]
  - Vincitori:
    - Singolare: Carlos Berlocq;
    - Doppio: Thomas Fabbiano-Gabriel Trujillo Soler
- 2011[92]
  - Vincitori:
    - Singolare: Adrian Ungur;
    - Doppio: Alessio di Mauro-Alessandro Motti

- 2012,[93]
  - Vincitori:
    - Singolare: Gianluca Naso;
    - Doppio: Brydan Klein-Dane Propoggia

Banca dell'Adriatico Tennis Cup
- 2013[94]
  - Vincitori:
    - Singolare: Andrej Martin.
    - Doppio: Pierre-Hugues Herbert-Maxime Teixeira

San Benedetto Tennis Cup
- 2014[95]
  - Vincitori:
    - Singolare: Damir Džumhur;
    - Doppio: Daniele Giorgini-Potito Starace
- 2015[96]
  - Vincitori: 
    - Singolare: Albert Ramos Viñolas;
    - Doppio: Dino Marcan-Antonio Šančić
- 2016[97]
  - Vincitori:
    - Singolare: Federico Gaio;
    - Doppio: Federico Gaio-Stefano Napolitano
- 2017[98]
  - Vincitori:
    - Singolare: Matteo Berrettini;
    - Doppio: Carlos Taberner-Pol Toledo Bagué
- 2018[99]
  - Vincitori:
    - Singolare: Daniel Elahi Galán;
    - Doppio: Julian Ocleppo-Andrea Vavassori
- 2019[100]
  - Vincitori:
    - Singolare: Renzo Olivo;
    - Doppio: Ivan Sabanov-Matej Sabanov
- 2022[101]
  - Vincitori:
    - Singolare: Raul Brancaccio;
    - Doppio: Vladyslav Manafov-Oleg Prihodko
- 2023[102]
  - Vincitori:
    - Singolare: Benoît Paire;
    - Doppio: Fernando Romboli-Marcelo Zormann

### Altri eventi sportivi
Duathlon
- Campionati italiani di duathlon sprint del 2021

Offshore
- 2009, Gran premio San benedetto del Tronto, campionato Italiano Endurance e Offshore.[103]
- 2011, Gran Premio Offshore “Città di San Benedetto del Tronto”, gara nazionale di motonautico valevole per il campionato italiano di Offshore 3000 ed Endurance Gruppo B.[104]

Pentathlon moderno
- 1995, Campionati europei di pentathlon moderno 1995

Cronoscalata automobilistica
- Nel 1954, l'Automobile Club d'Italia organizza la prima cronoscalata automobilistica San Benedetto-Acquaviva, la gara nel corso dei decenni ha subito parecchie interruzioni, è stata riorganizzata negli anni novanta, poi non ha avuto seguito.

Mille miglia
- La città di San Benedetto del Tronto è stata attraversata dalla Mille Miglia nelle edizioni dal 1949 al 1957 e recentemente nel 2016.[105]

Pattinaggio
- 2006, Campionato italiano corsa su pista;[106]
- 2010, Campionati europei di pattinaggio;[107]
- 2012, Campionati mondiali di pattinaggio di velocità a rotelle;[108]
- 2018, Festival Internazionale del pattinaggio artistico a rotelle;[109]
- 2019, 17º Festival Internazionale del pattinaggio artistico;[110]
- 2023, Campionato Italiano Strada[111]
- 2024, 19º Festival Internazionale del Pattinaggio Artistico;[112]
  - Campionato Italiano di Corsa su Strada;[113]
  - Campionato Corsa su Pista Ragazzi.[114]

## Impianti sportivi

### Atletica leggera
- Pista di atletica di via Sgattoni — 150 pp. (atletica leggera).[115][116]

### Beach soccer
- Beach Arena "Riviera delle Palme" — 800 pp.[117]

### Bocce
- Bocciodromo comunale — 500 pp. (bocce).[118][119][120]

### Calcio
- Stadio Riviera delle Palme — 13 786 pp.[121][122]
- Campo di calcio "Marcello Ciarrocchi" — 500 pp.[123]
- Campo di calcio "Giulio Merlini".[124]
- Campo di calcio "Sabatino D'Angelo".[125]
- Campo di calcio "Vincenzino Schiavoni".[126]
- Campo di calcio "La Rocca".[127]

### Pallacanestro
- Palazzetto dello Sport Bernardo Speca — 1 600 pp.[128]
- Campi da basket Las Vegas.[129]

### Piscine
- Complesso polivalente Piscina comunale "Primo Gregori" — 250 pp.[130][131][132]

### Pallavolo
- Palazzetto dello Sport Bernardo Speca

### Pattinaggio
- Pattinodromo Panfili — 500 pp. (pattinaggio e hockey su pista).[133][134]
- Pista di pattinaggio "Teresa e Pietro Merlini" — 500 pp. (pattinaggio).[135][136]

### Rugby
- Campo di rugby "Nelson Mandela" — 500 pp.[137][138]

### Skateboard
- Riviera skatepark (skateboard)[139]

### Tennis
- Circolo Tennis Maggioni — 800 pp. (tennis, padel e calcio a 5).[140][141][142]
- Circolo Tennis "Tonino Montanari"[143]

### Impianti polivalenti
- Centro sportivo Eleonora (calcio a 5, calcio a 3, padel e spinning)[144]
- Centro sportivo "Sabatino D'Angelo" — 200 pp. (vari sport).[145][146]
- Centro Sportivo "San Filippo" (calcio a 8 e calcio a 5)[147]
- Complesso sportivo del Dopolavoro Ferroviario (tennis,calcio a 5 e padel)[144]
- Complesso sportivo suore Battistine (tennis, calcio a 5 e padel)
- Palestra all'Aperto - Pineta Falcone - Borsellino (varie attività)[148]
- Wellness Open Air (calisthenics)[149][150]

### Non più in uso
- Stadio Fratelli Ballarin — (calcio e rugby a 15).[151] Nel 1981 vi fu la tragedia del Rogo del Ballarin.[152][153]